# Eric Klinenberg
Eric M. Klinenberg (Chicago, 14 de novembre de 1970) és un sociòleg estatunidenc, professor de Ciències Socials i director de l'Institute for Public Knowledge de la Universitat de Nova York.

## Trajectòria
Klinenberg va néixer a Chicago en el si d'una família d'origen txec-jueu. Va assistir a la Francis W. Parker School i el 1993 es va llicenciar en Arts a la Universitat Brown. Després va fer un màster (1997) i el doctorat (2000) a la Universitat de Califòrnia a Berkeley. Actualment és professor de sociologia, polítiques públiques, mitjans de comunicació i cultura a la Universitat de Nova York, així com editor de la revista sobre estudis culturals Public Culture.
El primer llibre de Klinenberg, Heat Wave: A Social Autopsy of Disaster in Chicago, va ser publicat per University of Chicago Press el 2002. El llibre és un relat i anàlisi de l'onada de calor de Chicago de 1995, va guanyar diversos premis acadèmics, com el Robert Park Book Award de l'Associació Americana de Sociologia, i va ser un dels llibres destacats del Chicago Tribune. Una adaptació teatral del llibre es va estrenar a Chicago el 2008.
El seu segon llibre, Fighting for Air: The Battle to Control America's Media, ha estat considerat com «políticament apassionat i intel·lectualment seriós», i «una lectura obligada per qui es pregunti què va passar amb la bona ràdio, els informes precisos i l'interès públic autònom».
El seu tercer llibre, Going Solo: The Extraordinary Rise and Surprising Appeal of Living Alone, va ser publicat el febrer de 2012 per Penguin Press, s'ha traduït a diversos idiomes com ara el xinès, el japonès, el coreà, el rus, el turc i l'hongarès, i ha generat un ampli debat. La revista Time va presentar Going Solo com «la idea número u que està canviant les nostres vides». El 2013, Klinenberg va escriure un article influent a The New Yorker sobre l'huracà Sandy i l'adaptació al canvi climàtic.
El 2018, va publicar un llibre sobre el paper de les infraestructures públiques en la cultura estatunidenca titulat Palaces for the People: How Social Infrastructure Can Help Fight Inequality, Polarization, and the Decline of Civic Life, en què analitza el paper dels espais públics com biblioteques, parcs, jardins i universitats, entre altres inversions que ajuden a enfortir i sanar comunitats i construir capital social. En aquest treball desenvolupa el concepte palaus del poble per referir-se a les infraestructures socials que contribueixen a la cohesió de les comunitats.
A més dels seus llibres i articles acadèmics, Klinenberg ha col·laborat amb Rolling Stone, The Nation, The Washington Post, The Guardian, Le Monde diplomatique i Playboy.